# Jönssonligans största kupp
Pour plus de détails, voir Fiche technique et Distribution.
Jönssonligans största kupp (litt. « Le Grand Hold-up du gang Olsen ») est un film suédois de Hans Åke Gabrielsson sorti en 1995. 
Il fait partie d'une série de films basée sur les personnages créés par Erik Balling et Henning Bahs.

## Fiche technique
- Titre original : Jönssonligans största kupp
- Réalisation : Hans Åke Gabrielsson
- Scénario : Stig Boqvist, Hans Åke Gabrielsson et Calle Norlén d'après les personnages créés par Erik Balling et Henning Bahs
- Musique : Thomas Lindahl
- Sociétés de production : Sandrews
- Société de distribution : Institut suédois du film
- Pays : Suède
- Langue : suédois
- Format : couleur- 35 mm - son Dolby
- Genre : comédie
- Durée : 99 minutes
- Date de sortie : 
  - Suède : 3 février 1995

## Distribution
(août 2015).
- Stellan Skarsgård : Herman Melvin
- Ulf Brunnberg : Ragnar Vanheden
- Björn Gustafson : Harry la Dynamite
- Birgitta Andersson : Doris
- Peter Haber : Dr. Max Adrian « Doktorn » Busé
- Per Grundén : Wall- Enberg
- Weiron Holmberg : Johansson « Biffen »
- Bernt Lindkvist : Polischef Egon Holmberg
- Carl Magnus Dellow : Kriminalkommissarie Anton Beckman
- Pontus Gustafsson : Kriminalassistent Konrad Andersson
- Gösta Bredefeldt : Överste Josef Burak
- Elias Ringqvist : Lillis
- Lars-Göran Persson : Maffialedare
- Maciej Kozłowski : Ritzie
- Jan Mybrand : Säkerhetsvakt
- P.G Hylén : Fängelsevakt
- Michael Segerström : Säkerhetschefen
- Karl-Erik Andersén : Fängelsevakt
- Yvonne Schaloske : Hotellstäderska
- Stanislaw Brosowski : Riksbankschefen